# Tatort: Sternschnuppe
Sternschnuppe ist ein Fernsehfilm aus der Krimireihe Tatort, der erstmals am 7. Februar 2016 ausgestrahlt wurde. Es ist die 974. Folge der Reihe, der 37. Fall des österreichischen Ermittlers Moritz Eisner und der dreizehnte Fall des Ermittlerteams Eisner/Fellner.

## Handlung
Kurz vor dem Finale einer Castingshow wird der Musikmanager Udo Hausberger stranguliert in seinem Haus aufgefunden. Zunächst gehen die Ermittler von einem autoerotischen Selbsttötungsunfall aus, bis ein Schriftstück im Rachen des Opfers gefunden wird.
Hausbergers Ehefrau Angelika nimmt die ganze Situation sehr gefasst auf; die beiden scheinen ihre Beziehung in großer (sexueller) Offenheit geführt zu haben, denn Angelika Hausberger hat mit Benny einen jüngeren Mann an ihrer Seite, der als ihr Sekretär fungiert, von anderen aber auch als „Toyboy“ bezeichnet wird.
Weitere Spuren führen die Ermittler zum Sänger Aris Graf, dem die größten Chancen auf den Sieg in der Castingshow „Sing Your Song“ eingeräumt werden, und dessen Mutter, die ihn managt und nicht gut auf Hausberger zu sprechen ist. Der Text zu dem Final-Song, mit dem Aris die Show gewinnen will, stammt nicht, wie öffentlich verbreitet, von ihm selbst, sondern von Vera Sailer. Sie war in einer früheren Show siegreich und ist inzwischen stark depressiv. Die Ermittler suchen Vera auf, die sichtlich unzufrieden scheint, dass ihr Song einfach so verheizt werden soll, aber Hausberger hat die Rechte daran und sie kann nichts dagegen tun. Solange sie funktioniert hatte und die Quoten stimmten, war alles o.k., als es nicht mehr so lief, hat er sie fallen gelassen wie eine heiße Kartoffel und wie viele andere bereits vor ihr. Die Ermittler finden heraus, dass Vera das Lied für ihr Kind geschrieben hat, das nicht auf die Welt kommen durfte, weil Hausberger das nicht wollte. Daher hat ihr das Lied besonders viel bedeutet. Allerdings können sie Vera nicht mehr darauf ansprechen, da sie inzwischen einen erneuten Selbstmordversuch unternommen hat und wenig später verstirbt. Ihre Mutter spricht in ihrer Trauer mit den Ermittlern und erklärt ihnen, dass ihre Tochter sie angerufen hätte, als sie dem Hausberger den Zettel in den Hals gesteckt hatte und nun befürchtete, dass er stirbt und sie es nicht mehr verhindern kann. Die Mutter hat daraufhin Benny angerufen. Er traf ein, als Hausberger bereits tot war, und beseitigte die Spuren, die zu Vera führten. Als Angelika von Bennys Rolle erfährt, offenbart sie ihm, dass nicht Hausberger, sondern er der Vater von Veras Kind war, und dass Hausberger erst nach der von Angelika verlangten Abtreibung von der Schwangerschaft erfuhr. Daraufhin will Benny Angelika erwürgen, was die Polizei noch verhindern kann.

## Hintergrund
Der Film wurde vom 21. April 2015 bis zum 19. Mai 2015 in Wien gedreht.
Der Filmtitel Sternschnuppe sei eine Anspielung auf das Musikgeschäft, in dem das „Verglühen von Hoffnungen und Leidenschaften, um kometenhaften Aufstieg“ erreichen zu können, seinen festen Platz habe.
Der Musiktitel Gone von Rafael Haider ist in der Folge zu hören.
Ruth Brauer-Kvam hat in der Folge Wehrlos einen weiteren Auftritt in der Rolle der Samy Graf: Die Zuschauer erfahren, dass Eisner und Graf nach dem Abschluss der Ermittlungen für den Fall Sternschnuppe privat in Kontakt geblieben sind, woraus sich eine kurzlebige Beziehung entwickelt hat.
Die Audiodeskription zum Film wurde vom ORF selbst produziert. Sprecherin ist Stefanie Müller.
Adele Neuhauser und Harald Krassnitzer äußerten sich kritisch zum steigenden Zeitdruck bei der Produktion von Tatort-Folgen. So gab Neuhauser gegenüber dem Magazin Closer zu bedenken: „Ich finde 21 Tage ehrlich gesagt grenzwertig. Wir werden in ein Zeitfenster hineingepresst, in dem es immer schwieriger wird, die Qualität zu halten.“ Ihr Schauspielkollege Krassnitzer pflichtete ihr bei und erklärte: „Wir treffen uns deshalb schon vor den Dreharbeiten und besprechen die Bücher.“ Zudem ließ Neuhauser angesichts der wachsenden Anzahl von Ermittlerteams verlautbaren, „ich finde es schon ein bisschen übertrieben, dass jetzt jede Kleinstadt ein Team hat“, räumte jedoch zugleich ein, „aber es scheint ja zu funktionieren“. Krassnitzer ergänzte, „die wirklich guten Paare setzen sich auch durch“.

## Rezeption

### Kritiken
Autorin Stefanie Will von der Frankfurter Allgemeinen Zeitung lobt den Tatort und schreibt: „Pluspunkt eins bei diesem Fall: Der Wiener ‚Tatort‘ mit Schmäh und Wortgefechten ist zurück. Die Dialoge sind vielleicht einen Tick zu sehr auf Sex gedreht, unterhalten aber durch den an sich eher traurigen Fall. Der ist im Grunde eine Kritik an Castingshows und dem schönen Schein im Musikbusiness, das Menschen mit großen Träumen aufsaugen, auswringen und als leere Hülle wieder ausspucken kann. Das Ende ist denn auch sehr emotional und verpasst nochmal den letzten Schlag. Nicht verpassen!“
Auch Roger Tell von tittelbach.tv findet: „Pointierte Dialoge in einer Dichte, die man in deutschen Krimis selten findet, bietet der 14. Fall der ORF-Kommissare Moritz Eisner und Bibi Fellner. Der ‚Tatort – Sternschnuppe‘, zugleich ein Themenkrimi, widmet sich den trendigen Castingsshows, zeigt das verlogene Spiel um Träume und Wünsche junger Talente, klug eingebettet in eine spannende Krimihandlung. Autor Uli Brée verdichtet in den knapp 90 Minuten die Mechanismen und Typen dieses Genres, spitzt zu und überspitzt, ist mal zynisch, mal böse, mal plakativ, mal differenziert. Nur manchmal hat man das Gefühl, dass weniger Aspekte besser gewesen wären.“
Detlef Hartlap, Chefredakteur der prisma, bezeichnete die Folge Sternschnuppe als „Screwball-Komödie, wie man sie auf diesem Sendeplatz selten zu sehen bekommt“ und die sich anfangs durch eine „wunderbare Leichtigkeit“ auszeichnet. Den zunächst fälschlich als autoerotischen Todesfall interpretierten Mordfall, der von den Produzenten als frei erfunden bezeichnet wurde, verglich Hartlap mit dem Todesfall von Michael Hutchence. Die beiden Wiener Tatort-Ermittler seien „nun auch schon ein altes Paar“, wenngleich „ohne Sex“, so doch „umso intensiver“. Dies wird von Drehbuchautor Uli Brée zum Anlass genommen, die Protagonisten zur Aufklärung des Falles, einen Sex-Therapeuten aufsuchen zu lassen. Diesem erklärt Moritz Eisner, dass sein Verhältnis zu seiner Kollegin Bibi Fellner „rein beruflich“ sei, was Bibi „mit einem leisen Anflug von Enttäuschung“ bestätigt und der Therapeut bedauert. Danach beginnen „die Ermittlungen ins allzu Kleinteilige“ abzudriften „und der Zauber ist dahin“, schließt Hartlap.
Christian Schmidt von den Westfälischen Nachrichten verglich den Mordfall mit dem Tod von Schauspieler David Carradine. Im Stil einer Castingshow, die auf die Nennung von Dieter Bohlen bewusst verzichte, sei die Folge nach Einschätzung von Schmidt „knapp weitergekommen“. „Dass der klassische, mit bekannter Medienkritik versehene Krimi dennoch eine zweite Runde verdient hat, lag am Spiel von Harald Krassnitzer und Adele Neubauer“, resümiert Schmidt.
„In der insgesamt eher konventionell gestrickten Geschichte ist das mal kecke, mal etwas bemüht wirkende Hin und Her zwischen Krassnitzer und Neuhauser das Salz in der Suppe“, schreibt die Deutsche Presse-Agentur.

„Bibi und Moritz sind inzwischen dressiert worden zu Schmusekommissaren. Sie machen sich Gedanken über ihr eingerostetes Sexleben und balzen sich dabei vor allem schwer an, auf die operettenhafte Tour, und am Anfang praktisch durchgehend. Kein gutes Zeichen. Für die Tatort-Kenner mit Hang zu Vergleich und Synonym: Wien wird Münster.“

„Röhrende Autos, schmutziger Sex, billige Popmusik: Der aktuelle 'Tatort' aus Wien ist hemmungslos schmuddelig. Herrlich.“

### Einschaltquoten
Die Erstausstrahlung der Folge Sternschnuppe am 7. Februar 2016 wurde in Deutschland von 9,40 Millionen Zuschauern gesehen und erreichte einen Marktanteil von 25,2 % für Das Erste.
In Österreich wurden 1.136.000 Zuschauer erreicht und damit eine durchschnittliche Reichweite von 16 % sowie ein Marktanteil von 33 % erzielt. Damit schalteten rund doppelt so viele Zuschauer ein wie bei anderen Folgen in Österreich üblich, da es sich um eine österreichische Produktion handelt.
In der Schweiz verfolgten 487.000 Zuschauer im Alter von über drei Jahren die Erstausstrahlung der Folge und bescherten ihr dadurch einen Marktanteil von 24,5 %. In der Gruppe der 15- bis 59-jährigen Zuschauer wurden 274.000 Zuschauer gezählt sowie ein Marktanteil von 22,9 % gemessen.